# Szimbólum

Az Európai Unió szimbóluma, a 12 ötágú csillag az óralap számaival azonos pozícióban

A szimbólum a legáltalánosabb értelemben vett jel, amelyhez egy jelentés kapcsolódik. Szűk értelemben véve a szemiotikai szimbólum a szemiotikai jel egyik válfaja. A szimbólum hagyományos értelmezése ennél még szűkebb, mert előírja a képiséget, és azt, hogy a jelhez egy speciális konnotáció kapcsolódjon.
A szimbólum (ógörög σύμβολον vagyis syn = össze-, együtt- és ballein = dobni) vagy jelkép egy jelentéshordozót jelöl (például szavak, tárgyak, eljárások stb.). Az ábrázolt objektum nincs feltétlenül jelen. Az, hogy milyen jelentés társul a jelentéshordozóhoz, függ a felhasználási területtől és a kontextustól.
A szimbólum egyúttal az antropológia és a pszichoanalízis kulcsfogalma is.
A vallás, mitológia vagy művészet szimbólumait általában nem lehet tisztán racionális alapokon lefordítani vagy magyarázni, mivel többletjelentést hordoznak. Míg például egy közlekedési jel jelentését a jogszabály egyértelműen meghatározza, addig a vallásos, álombeli vagy mitológiai szimbólum túllép a racionalitás síkján és a kulturális környezettől függő személyes jelentést tartalmaz a felhasználója számára.
Fogalma: Metaforából származó szókép. Valamely fogalom, eszme, érzés érzékletes jele, amelynek képzettársítás folytán gazdag gondolati, érzelmi és hangulati töltése van.

## A szimbólum fogalma
Jelképes értelművé teszi az egész közleményt megéreztetéssel, sejtetéssel. (A költői nyelv legnagyobb hatású stíluseszköze a szimbólum.)

## A szó eredete
(görögül: ismertető jel) = Valamely gondolati fogalmat érzékeltető jel, jelkép, amely képzelettársítás folytán nemcsak a kifejezendő fogalmat helyettesíti, hanem vele kapcsolatban különböző érzéseket, hangulatokat, egész gondolatsorokat tud felidézni.

## A színek mint szimbólumok
Hasonlóképpen kapnak sajátos értelmet a színek is, amivel már az írás birodalmába értünk ismét. A fekete köztudottan a gyász színe. Ehhez idomodik a grafológiai magyarázata: szigorúság, pesszimizmusra való hajlam, s persze egy sor más tulajdonság mindazoknál, akik következetesen és tendenciózusan kitartanak e szín használata mellett. A zöld üzenete is egyértelmű, a remény jele. Élni tudó és szerető az, aki ezt a színt részesíti előnyben. Vagy itt van a piros: nem vitás, a szenvedély színe, miként az így író is szenvedélyes érzékekben tobzódó, ugyanakkor erőszakos is lehet.

## A vallásban
Minden vallás szimbólumok segítségével fejezi ki központi eszméit, így például a kerék az örök körforgást, az üres sír a feltámadást, az út az élettörténetet vagy életvezetést.
A keresztény egyházakban használatos szimbolika a hitvallás egyik lényeges eleme. A számok is szimbólumokként szerepelnek, például a hármas a Szentháromságot és az erényeket jelképezi, a négyes a világ száma (négy évszak, négy égtáj, négy alapelem stb.). Négyen vannak a nagypróféták és az evangélisták is. A három és négy összege (hét) illetve szorzata (tizenkettő) szintén fontos szerepet játszik a keresztény szimbolikában: hét főbűn, tizenkét apostol stb.
Gyakran szerepel jelképként a szőlőskert, szőlőműves, szőlőtő: „Én vagyok a szőlőtő, ti a szőlővesszők: A ki én bennem marad, én pedig ő benne, az terem sok gyümölcsöt: mert nálam nélkül semmit sem cselekedhettek.” János 15, 1-6., valamint Máté 20, 1-16. és 21. 33-46.
A vallásos szimbólumok a vallási identitás, nyelv, és cselekedetek építőelemei. Paul Tillich rámutatott, hogy minden „vallásos nyelv“ lényegében szimbolikus, a vallás transzcendentális alapokon nyugszik.

## A művészetben
A képzőművészetben, ikonográfiában használatos attribútumok közül néhány egyben szimbólum is, ami önmagában is képes a hozzá társított személyt vagy jelenséget jelenteni, felidézni.
A képzőművészet a legkorábbi barlangrajzoktól egészen a jelenig használta és használja a szimbólumokat. Az őskor szimbólumai azonban egészen más természetűek voltak, mint a középkoréi vagy újkoréi; elsősorban lélekszimbólumok voltak használatosak (ágacska, toll, spirál, sőt, horogkereszt) A szakrális művészetben a szimbolika a vallás és a teológia előírásait követi. Gyakran kötelező ikonográfia is társul hozzá.
A 19. században önálló irányzat épült a szimbólumok használatára. A szimbolizmus más jellegű szimbólumokat használt: nem a kollektív tudatban megőrzött, közismertnek mondható jelentést, hanem a sejtelmes-rejtelmeset ábrázolta. A szürrealizmus még tovább ment egy lépéssel és a hagyományos szimbólumok helyére az egyén belső világából származó individuális szimbólumokkal dolgozott.

## A társadalomtudományokban
Tüntetési alkalmakkor (legtöbbször) az ország zászlaján lévő szimbólumokat mutatják fel, s járják az utcákat, városokat. De előfurdul tisztelési vagy vallási alkalmakkor.

## A politikában
Inkább a zászlókon jelennek meg szimbólumok. Példának az 1939- től 1945-ig lévő horogkereszt a náci Németország haditengerészeti, párti és ,,országi" zászlaján is megtalálható. Ezeket a szimbólumokat a vallási istenek vagy a haza történelme miatt választja ki (az elnök) és mutatja be zászlaját.

## A szimbólum mint tájékozódási segítség
A közlekedési útvonalakon, a középületekben és nyilvános tereken többféle szimbólum található, amelyek a nyelvi megértéstől függetlenül segítik a tájékozódást. Így például a kikötőkben az áthúzott horgony a kikötési tilalmat jelzi. A középületekben, repülőtereken, áruházakban, pályaudvarokon és hasonló helyeken a nyelvet nem ismerő látogató is megtalálja a női- illetve férfialakokkal jelzett WC-helyiséget. Az analfabéták számára a szimbólumok jelentik az egyedüli tájékozódási lehetőséget.

## A szín mint szimbólum
Életünkben sajátos értelmet kaptak a színek is. Hazánkban a fekete köztudottan a gyász színe. A zöld üzenete is egyértelmű, a remény jele. Élni tudó és szerető az, aki ezt a színt részesíti előnyben. Vagy itt van a piros: nem vitás, a szenvedély színe.

## A gazdaságban
A gazdasági életben a szimbólumok részesei a márkanév sikerének: jellemző példa erre a McDonald’s M betűje és a Mercedes-csillag. A logók a cég identitásának (corporate identity) és a külvilág felé mutatott képének (image) fontos szimbólumai.

## A kínai Jin-jang szimbólumok
A Jin-jang szimbólum eredete Kína régmúltjába vezethető vissza. Ez a jelkép a kínai világszemlélet lényegét fejezi ki ilyen értelemben közelebb vitte a kínaiakat önmaguk megismeréséhez, és közelebb visz minket is önmagunk megértéséhez!
A kínaiak úgy tartják, hogy a Jin-jang az idők kezdetén jött létre, mikor villám hasított a kozmikus őssötétbe és semmibe. Ekkor minden súlyosból és sötétből Jin keletkezett, miközben amire csak a villám fénye hullott, könnyű súlytalan Janggá változott.
Kettő kapcsolata állandó, folytonos (mint a jelkép tükrözi), egymást kiegészítő, szoros egységet alkotja meg az egészet.
A kínai filozófiában a Jin-jang jelkép a természet megfigyelésén alapul. Az égitestek csillagok, és bolygók ugyancsak Jin vagy Jang minőségűek, a Nap Jang, a Hold Jin.

## Külső hivatkozások

### Általában
- Borus Judit – Ruttkay Helga (szerk.): Szimbólumtár (szimbólum-enciklopédia):
  - Szimbólumtár[halott link], PDF.
  - Szimbólumtár
- Jelkép.lap.hu – tematikus linkgyűjtemény
- A Magyar Honvédség karjelzései 1992-2008
- Rudolf Koch: Jelek könyve; ford., magyar példákkal kieg. Szentkuty Pál; Hungária, Budapest, 1941 (Hungária Könyvek) – hasonmásban: 1990
- Jelképtár; szerk. Hoppál Mihály et al.; 2. jav. kiad.; Helikon, Budapest, 1994
- Hans Biedermann: Szimbólumlexikon; ford. Havas Lujza, Körber Ágnes; Corvina, Budapest, 1996
- Jankovics Marcell: Jelkép-kalendárium; bőv., átdolg. kiad.; Csokonai, Debrecen, 1997
- Szimbólumtár. Jelképek, motívumok, témák az egyetemes és a magyar kultúrából; szerk. Pál József, Újvári Edit; 2. jav. kiad.; Balassi, Budapest, 2001
- Rowena Shepherd–Rupert Shepherd: 1000 jelkép. 1157 ábrával; ford. Lehotai Ildikó, Szabó Rita, Tőkés Bence; Képzőművészeti, Budapest, 2004
- Jogi kultúra, processzusok, rituálék és szimbólumok; szerk. Mezey Barna; Gondolat, Budapest, 2006 (Bibliotheca iuridica Acta congressuum)
- Mark O'Connell, Raje Airey: Jelek és szimbólumok enciklopédiája. A gondolatainkat kifejező és a környező világra adott reakcióinkat befolyásoló vizuális nyelv meghatározása és értelmezése; ford. Béresi Csilla; Jószöveg Műhely, Budapest, 2007
- Otto Wimmer: Szentek szimbólumai. Attribútumaik és ábrázolásuk; ford. Pálos M. Paschalis; Jel, Budapest, 2008
- Szimbólumok lexikona; szerk. Michel Guillemot, Bethsabée Blumel, ford. Sóvágó Katalin; Saxum, Budapest, 2009
- Mark Hampshire–Keith Stephenson: Jelek és szimbólumok. Kommunikáció mintákkal; ford. Götz Edina; Scolar, Budapest, 2009 (Scolar design)
- Szent szimbólumok. Népek, vallások, misztériumok; szerk. Robert Adkinson, ford. Árokszállásy Zoltán; Corvina, Budapest, 2009
- Beryl Dhanjal: Jelek és jelképek. Múlt és jelen; ford. Varga Csaba Béla;Ventus Libro, Budapest, 2011
- David Fontana: A jelek és szimbólumok titokzatos világa; ford. Béresi Csilla; Kossuth, Budapest, 2011
- Noemí Marcos Alba: Tetoválások. Szimbólumok és írásjelek; ford. Iványi Franciska; Ventus Libro, Budapest, 2013
- Bódiné Beliznai Kinga: A bíbor méltóság, a sárga árulás. Szimbólumok és rituálék a jogtörténetben; Balassi, Budapest, 2014
- Joseph Piercy: Szimbólumok. Egy egyetemes nyelv; ford. Kallai Nóra; Saxum, Budapest, 2018
- Állatszimbólumtár A–Z; szerk. Vígh Éva; Balassi, Budapest, 2019
- Sarah Bartlett: Szent szimbólumok könyve; ford. Tompa Csilla; Scolar, Budapest, 2022
- D. R. McElroy: A világ szimbólumai. Több mint 1000 vizuális jel értelmezése; ford. Sóvágó Katalin; Kossuth, Budapest, 2023

### Konkrétabb példák
- Rejtett kommunikáció a szimbólumok nyelvén
- Feng shui szimbólumok
- A szőlő mint szimbólum
- A bor mint szimbólum